# Liste der südafrikanischen Botschafter in Belgien
Die Botschaft befindet sich in der Montoyerstraat, 17 in Brüssel
Seit 11. Januar 1962 ist der Botschafter in Brüssel regelmäßig auch Vertreter bei der EU.
Seit 11. Februar 1962 ist der Botschafter in Brüssel regelmäßig auch in Luxemburg akkreditiert.
| Ernennung Akkreditierung | Botschafter                    | Bemerkung | Regierung in Südafrika      | akkreditiert bei der Regierung | Posten verlassen |
| ------------------------ | ------------------------------ | --- | --------------------------- | ------------------------------ | ---------------- |
| 1933                     | E.F. Hora                      | | Barry Hertzog               | Charles de Broqueville         |                  |
| 1937                     | Gerhardus Petrus Jooste        | Geschäftsträger | Barry Hertzog               | Paul van Zeeland               | 1940             |
| 1934                     | Herman Dirk van Broekhuizen    | Gesandter bei der belgischen Regierung im Exil in London. Erhielt am 19. Mai 1940, während des Angriffs auf Brüssel die Erlaubnis nach London auszuweichen. Hatte vorher Portugal als Schutzmacht vorgeschlagen, die Wahl fiel auf die Vereinigten Staaten, die auch zusagten die Schutzmachtfunktion in Stockholm wahrzunehmen falls Stefanus François Naudé Gie und sein Personal gezwungen würden zu weichen. | Barry Hertzog               | Georges Theunis                | 30. Apr. 1941    |
| 1. Mai 1941              | T. Colin Bain Marais           | Gesandter bei der belgischen Regierung im Exil in London | Jan Smuts                   | Hubert Pierlot                 | 14. Aug. 1942    |
| 14. Aug. 1942            | Corneilis Hendrik Taljaard     | Geschäftsträger | Jan Smuts                   | Hubert Pierlot                 | 10. Jan. 1943    |
| 11. Jan. 1943            | Deneys Reitz                   | Hauptmann | Jan Smuts                   | Hubert Pierlot                 | 19. Okt. 1944    |
| Dez. 1944                | George Heaton Nicholls         | Sitz London | Jan Smuts                   | Hubert Pierlot                 | 1946             |
| 14. Mai 1946             | Leif Egeland                   | Sitz Den Haag | Jan Smuts                   | Camille Huysmans               | 21. Dez. 1947    |
| 27. Feb. 1948            | Leo Fouché                     | Sitz Den Haag, Prof. | Daniel François Malan       | Paul-Henri Spaak               | 2. Okt. 1948     |
| 10. Okt. 1949            | Philip Rudolph Botha           | (* 4. April, 1891 in Stettyn, Worcester (Südafrika)) Sohn von Eliza Sarah Chapman und Antonie Botha; besuchte die French Hoek High School, die Worcester Boys’ High School, studierte an der Universität Stellenbosch und an der Universität von Amsterdam; heiratete 1917, Ella Maria van der Merwe, 1927; zum Handelsbeauftragten in den USA ernannt.                                                          | Daniel François Malan       | Gaston Eyskens                 | 22. Aug. 1951    |
| 21. Aug. 1951            | Philip Rudolph Botha           | | Daniel François Malan       | Joseph Pholien                 | 17. Aug. 1955    |
| 31. Jan. 1956            | Johannes Dreyer Pohl           | | Johannes Gerhardus Strijdom | Achille Van Acker              | 5. Dez. 1958     |
| 28. Feb. 1959            | Johannes Dreyer Pohl           | | Hendrik Frensch Verwoerd    | Gaston Eyskens                 | 6. Jan. 1961     |
| 1958                     | Jan Ruiter Jordaan             | bis 1958 Hochkommissar in Ottawa. | Hendrik Frensch Verwoerd    | Gaston Eyskens                 | 1960             |
| 13. Feb. 1961            | Albertus Beyers Fourie Burger  | | Charles Robberts Swart      | Théo Lefèvre                   | 30. Aug. 1965    |
| 31. Aug. 1965            | Frederick Simon Steyn          | | Charles Robberts Swart      | Pierre Harmel                  | 4. Juni 1969     |
| 10. Okt. 1969            | Johannes von Dalsen            | | Jacobus Johannes Fouché     | Gaston Eyskens                 | 1972             |
| 25. Juni 1971            | Willem Christiaan Naude        | 16. Oktober 1951: Generalkonsul in Lourenco Marques, 1. Juni 1956 Envoy Extraordinary, Bern, 19. August 1960 – 9. Februar 1965: Botschafter in Washington, D.C., 26. Mai 1966: ständiger Vertreter der südafrikanischen Regierung beim Büro der Vereinten Nationen in Genf | Jacobus Johannes Fouché     | Gaston Eyskens                 |                  |
| 1972                     | Theodore Hewitson              | 1958: BG. Köln 1 Machabäerstr. 75–77, 1960 Belgian Congo — T. Hewitson (Consul-Generalin Leopoldville).Stabilité et croissance en Afrique du Sud, 1963–1966 Botschafter in Sao Paulo | Jacobus Johannes Fouché     | Gaston Eyskens                 | 1974             |
| 1975                     | David de Villiers du Buisson   | | Johannes de Klerk           | Leo Tindemans                  |                  |
| 1978                     | Albert Willem Marc Burger      | (* 30. Dezember 1948 in Pretoria) ambassadeur l’Afrique du Sud auprès des Communautés européennes à Bruxelles, A. L. Pienaar, ambassadeur d’Afrique du Sud à Paris, et M. Steyn, | Marais Viljoen              | Paul Vanden Boeynants          | 1979             |
| 1986                     | D. Gert Grobler                | | Pieter Willem Botha         | Wilfried Martens               | 27. Apr. 1990    |
| 27. Apr. 1990            | Marinus Léonard te Water Naudé | 01.07.1983: Konsul in Frankfurt Le gouvernement sud-africain a annoncé, le 27 avril, la désignation de M. Marinus Léonard te Water Naudé, actuellement directeur au ministère des Affaires étrangères, | Frederik Willem de Klerk    | Wilfrie Martens                | 1993             |
| 1993                     | Neil Van Heerden               | | Frederik Willem de Klerk    | Jean-Luc Dehaene               | 1996             |
| 1996                     | Elias Links                    | (* 29. September 1946 Loeriesfontein) Sohn von Aletta Syster und Elias Links 1987: chief representative at the International Monetary Fund and the World Bank. | Nelson Mandela              | Jean-Luc Dehaene               | 6. Apr. 2001     |
| 6. Apr. 2001             | Jeremy Matthews Matsila        | Afrique du Sud Le 6 avril 2001, l’Union européenne a donné l’agrément à S.E. Monsieur l’Ambassadeur Jeremy Matthews Matsila, désigné par le Gouvernement de la République & Afrique du Sud, comme Chef de la Mission de ce pays | Thabo Mbeki                 | Guy Verhofstadt                | 2006             |
| Feb. 2012                | Mxolisi Sizo Nkosi             | l’ambassadeur d’Afrique du Sud en Belgique, | Jacob Zuma                  | Elio Di Rupo                   |                  |
| 16. Nov. 2016            | Baso Sangqu                    | (* 21. April 1968 in Dutywa Idutywa) - Am 17. März 2009 wurde er ständige Vertreter nächst dem UNO-Hauptquartier. - Im Januar 2012 durfte er auf dem Sitz des wechselnden Vertreters dem Sicherheitsrat der Vereinten Nationen vorsitzen. | Jacob Zuma                  | Charles Michel                 |                  |

Quelle: